# Ernst Otto Fick
Ernst Otto Fick (* 5. Februar 1898 in Kirchdorf an der Iller; † 29. April 1945 in Murnau am Staffelsee) war ein deutscher SS-Brigadeführer und Generalmajor der Waffen-SS.

## Leben
Ernst Otto Fick kam am 5. Februar 1898 als Sohn des Kaufmanns Gustav Adolf Fick (* 13. März 1867; † 21. März 1950) und seiner Ehefrau Bertha geb. Jakob (* 28. Mai 1871; † 24. Februar 1917) in Kirchdorf an der Iller zur Welt. Am 29. April 1934 heiratete er die Stenotypistin Gertraud Dapperger (* 21. März 1914; † 20. Februar 2010).
Fick meldete sich noch während seiner Schulzeit 1915 als Kriegsfreiwilliger zur Teilnahme am Ersten Weltkrieg. Nach Kriegsende schloss er sich dem Freikorps Epp an. Von 1919 bis 1931 führte er eine Zweigstelle des väterlichen Gemischtwarenladens und betätigte sich zudem als Verwalter des elterlichen Anwesens. Er trat zum 1. April 1929 der NSDAP bei (Mitgliedsnummer 124.087). Nach dem Konkurs des elterlichen Geschäfts trat er der Schutzstaffel bei (SS-Nummer 2.853) und wurde hauptamtlicher Referent beim Stab des Reichsführer-SS sowie Ausbilder bei der SS-Verfügungstruppe. Von Frühjahr 1935 bis 1937 gehörte er der Stabsleitung im Rasse- und Siedlungshauptamt (RuSHA) an und lehrte danach bis 1939 im Bereich Weltanschauliche Schulung an der SS-Junkerschule Bad Tölz und an der SS-Junkerschule Braunschweig.
Während des Zweiten Weltkrieges war er Kommandeur des Ausbildungslagers Sennheim. Von Anfang Januar 1944 bis zu seinem Tod war er Inspekteur für die weltanschauliche Erziehung der gesamten SS und Polizei, zuletzt auch Amtsgruppenchef (Amtsgruppe C) im SS-Hauptamt.
Fick soll während der Befreiung des Oflag VII A durch Soldaten der 7. US-Armee am 29. April 1945 mit seinem Fahrer erschossen worden sein.

## Auszeichnungen
| Ficks Militär- und SS-Dienstgrade | Ficks Militär- und SS-Dienstgrade                    |
| Datum                             | Rang                                                 |
| --------------------------------- | ---------------------------------------------------- |
| 1. September 1915                 | (überzähliger) Gefreiter                             |
| 17. Januar 1917                   | (überzähliger) Unteroffizier                         |
| 2. Mai 1918                       | (überzähliger) Vizewachtmeister                      |
| 31. August 1918                   | Leutnant d.R. (ohne Patent)                          |
| 27. April 1920                    | Patent vom 12. August 1918 erhalten                  |
| 1. Februar 1930                   | SS-Anwärter                                          |
| 30. März 1931                     | SS-Sturmführer                                       |
| 10. Januar 1934                   | SS-Obersturmführer                                   |
| 23. April 1934                    | SS-Hauptsturmführer (mit Wirkung vom 20. April 1934) |
| 31. Mai 1935                      | SS-Sturmbannführer (mit Wirkung vom 8. Mai 1935)     |
| 13. September 1936                | SS-Obersturmbannführer                               |
| 1937                              | Oberleutnant d.B. (Luftwaffe)                        |
| 1940                              | Hauptmann d.R. (Luftwaffe)                           |
| 30. Januar 1942                   | SS-Standartenführer der Waffen-SS                    |
| 30. Januar 1943                   | SS-Oberführer der Waffen-SS                          |
| 30. Januar 1944                   | SS-Brigadeführer und Generalmajor der Waffen-SS      |

- Eisernes Kreuz II. Klasse (15. Januar 1917)[1]
- Bulgarisches Tapferkeitskreuz IV. Klasse (1. Mai 1917)[1]
- Bayerisches Militär-Verdienstkreuz III. Klasse mit Krone und Schwertern (12. September 1917)[1]
- Verwundetenabzeichen[1]
- Ehrenkreuz für Frontkämpfer mit Schwertern[2]
- K. V. K. (so in der Akte, vielleicht Frontkämpferehrenkreuz gemeint?) (Juni 1935)[2]
- Julleuchter der SS (16. Dezember 1935)[2]
- SA-Sportabzeichen[2]
- Dienstauszeichnung der NSDAP in Bronze (30. Januar 1941)[2]
- Dienstauszeichnung der NSDAP in Silber (30. Januar 1941)[2]
- Kriegsverdienstkreuz II. Klasse mit Schwertern (m. W. v. 20. April 1941)[2]
- Spange zum Eisernen Kreuz II. Klasse (11. Juli 1941)[2]
- Kriegsverdienstkreuz I. Klasse mit Schwertern (20. April 1943)[2]